# Diaphanogryllacris basaliatrata
Diaphanogryllacris basaliatrata is een rechtvleugelig insect uit de familie Gryllacrididae. De wetenschappelijke naam van deze soort is voor het eerst geldig gepubliceerd in 1909 door Griffini.